# US-amerikanische Badmintonmeisterschaft 1997
Die US-amerikanische Badmintonmeisterschaft 1997 fand Anfang April 1997 in Orange, Kalifornien, statt.

## Finalresultate
| Disziplin    | Sieger                    | Finalist                 | Ergebnis           |
| ------------ | ------------------------- | ------------------------ | ------------------ |
| Herreneinzel | Kevin Han                 | Ignatius Rusli           | 15-9, 15-4         |
| Dameneinzel  | Cindy Shi                 | Yeping Tang              | 5-11, 12-11, 11-4  |
| Herrendoppel | Kevin Han Thomas Reidy    | Ignatius Rusli Benny Lee | 15-8, 15-1         |
| Damendoppel  | Cindy Shi Yeping Tang     | Eileen Tang Becky Wu     | 15-1, 15-8         |
| Mixed        | Trisna Gunadi Eileen Tang | Hoang Ly Cindy Shi       | 8-15, 15-10, 15-11 |